# Urosigalphus nigrescens
Urosigalphus nigrescens är en stekelart som beskrevs av Martin 1956. Urosigalphus nigrescens ingår i släktet Urosigalphus och familjen bracksteklar. Inga underarter finns listade i Catalogue of Life.